# Pieśń o Bernadette
Pieśń o Bernadette (ang. The Song of Bernadette) – amerykański dramat biograficzny z 1943 roku w reżyserii Henry’ego Kinga.
Film opowiadał historię życia Bernadette Soubirous, świętej Kościoła katolickiego. Był adaptacją powieści pod tym samym tytułem autorstwa Franza Werfela.
Obraz nominowany w dwunastu kategoriach do Oscara, otrzymał łącznie cztery nagrody, w tym dla najlepszej aktorki pierwszoplanowej. Film był również pierwszym obrazem nagrodzonym Złotym Globem dla najlepszego filmu dramatycznego.

## Obsada
- Jennifer Jones jako Bernadette Soubirous
- Linda Darnell jako Najświętsza Maryja Panna
- William Eythe jako Antoine Nicolau
- Charles Bickford jako Ojciec Peyramale
- Vincent Price jako Prokurator Vital Dutour
- Lee J. Cobb jako Doktor Dozous
- Gladys Cooper jako Siostra Marie Therese Vauzous
- Anne Revere jako Louise Soubirous
- Roman Bohnen jako François Soubirous
- Mary Anderson jako Jeanne Abadie
- Patricia Morison jako Cesarzowa Eugenia
- Aubrey Mather jako Burmistrz Lacade
- Charles Dingle jako Jacomet
- Edith Barrett jako Croisine Bouhouhorts
- Sig Ruman jako Louis Bouriette
- Blanche Yurka jako Ciocia Bernarde Casterot

i inni

## Nagrody i nominacje
16. ceremonia wręczenia Oscarów
- najlepsza aktorka pierwszoplanowa − Jennifer Jones
- najlepsza muzyka w filmie dramatycznym lub komediowym − Alfred Newman
- najlepsze zdjęcia, czarno-białe − Arthur C. Miller
- najlepsza scenografia, czarno-biała − James Basevi, William S. Darling i Thomas Little
- nominacja: najlepszy film
- nominacja: najlepszy reżyser − Henry King
- nominacja: najlepszy scenariusz adaptowany − George Seaton
- nominacja: najlepsza aktorka drugoplanowa − Gladys Cooper
- nominacja: najlepsza aktorka drugoplanowa − Anne Revere
- nominacja: najlepszy aktor drugoplanowy − Charles Bickford
- nominacja: najlepszy montaż − Barbara McLean
- nominacja: najlepszy dźwięk − Edmund H. Hansen

1. ceremonia wręczenia Złotych Globów
- najlepszy film dramatyczny
- najlepszy reżyser − Henry King
- najlepsza aktorka filmowa − Jennifer Jones